# Anthelococcus simondsi
Anthelococcus simondsi är en insektsart som beskrevs av Mckenzie 1964. Anthelococcus simondsi ingår i släktet Anthelococcus och familjen ullsköldlöss. Inga underarter finns listade i Catalogue of Life.